# کچوله
کچوله یا جوزالقی (نام علمی: Strychnos nux-vomica) نام یک گونه از تیره دم‌موشیان است. این گیاه سمی است و کاربرد دارویی دارد.
کچوله تخم رسیده و خشک شده گیاه استریکتوزنوکس و میکاکه به‌صورت تنتور است. اکستره با شیرآبه آن به خاطر خواص تونیک قوی و تحریک‌کنندگی شدیدش مصرف می‌شود و استریکتین از آن به‌دست می‌آید.